# Maly (Insel)
Maly (russisch: Малый остров, bis 1950 Малый Лавенсари; finnisch: Peninsaari) ist eine Insel im Finnischen Meerbusen. Sie liegt im Rajon Kingissepp in der russischen Oblast Leningrad rund 6 km östlich der Insel Moschtschny (finnisch: Lavansaari) und 17 km westlich der Insel Seskar. Malyi wird als „low, wooded and surrounded by a reef“ beschrieben. Die Insel gehörte bis zum Winterkrieg 1940 wie die Nachbarinseln zu Finnland und war Teil der Gemeinde Lavansaari.